# Теодор фон Шеве
Теодор фон Шеве (нім. Theodor von Scheve; 11 червня 1851 — 19 квітня 1922) — німецький шахіст і письменник.
Шеве народився в місті Козєл в прусській провінції Сілезії.
Був офіцером за професією і проживав у Бреслау, де заснував Schachverein Breslau Anderssen, а потім у Берліні, де грав на багатьох місцевих турнірах. Помер у Пачкуві.
У Берліні Шеве посів 3-є місце (за Бертольдом Ласкером і Зіґбертом Таррашем, і взяв 2-й приз (за Куртом фон Барделебеном) 1881 року; поділив 6-8-е в 1883 (переможець — Герман фон Готтшелл); посів 2-е (за Максом Гармоністом, і посів 8 в 1887 (Пол Клеменс Зеуфферт виграв); переміг та зайняв 2-е (чотирикутник) в 1889; двічі поділив 3-4-е місця 1890 і 1891/92 (Гораціо Каро виграв), посів 3-є в 1893, виграв 1894 року, поділив 1-е в 1898/99, і поділив 2-3 в 1899/1900.
Шеве зіграв два матчі внічию проти Карла Вальбродта (+4-4 =2) і Курта фон Барделебена (+4-4 =4) в Берліні 1891 року.
Scheve поділив 1-е місце з С. Льовенталем у Франкфурті 1884. Поділив 17-18 у Франкфурті 1887 (5-й конгрес Німецького шахового союзу, Джордж Генрі Макензі виграв); посів 4-е в Лейпцигу 1888 (Барделебен і Фріц Ріман виграли); поділив 7-9 в Манчестері 1890 (6-й BCA-конгрес, Тарраш виграв); Поділив 11-13-е в Дрездені 1892 (7-й конгрес НШС, Тарраш виграв); посів 18=е в Лейпцигу 1894 (8-й конгрес НШС, Тарраш виграв).
Найкращим досягненням Шеве було 3-4-е місця в Монте-Карло 1901 (Давид Яновський виграв). Він посів 3-є в Парижі 1902 (чотирикутник); поділив 4-5-е у Відні 1902 (Яновський та Генріх Вольф виграли); взяв 17 в Монте-Карло 1902 (Ґеза Мароці виграв); був на 5-й сходинці в Монте-Карло 1904 (Тематичний турнір, гамбіт Райса, виграли Френк Маршалл та Рудольф Свідерський); поділив 7-8 в Берліні 1907 (Jubiläumturnier, Ріхард Тайхманн виграв).
Написав філософське ессе Der Geist-де-Schachspiel (Berlin 1919).